# Jessica Richter
Jessica Richter (* 5. September 1985 in Troisdorf) ist eine deutsche Schauspielerin.

## Leben
Richter studierte an der Hochschule für Film und Fernsehen „Konrad Wolf“ in Potsdam-Babelsberg Schauspiel und schloss ihr Studium im Herbst 2008 ab.
Sie lebt in Berlin.

## Filmografie

### Kino
- 2005: Das Lächeln der Tiefseefische, Regie: Till Endemann
- 2005: Kometen, Regie: Till Endemann
- 2010: Barriere, Regie: Andreas Kleinert
- 2011: Kokowääh, Regie: Til Schweiger

### Fernsehen
- 2000: Wie angelt man sich einen Müllmann
- 2001: Nesthocker
- 2001: Alarm für Cobra 11 – Katz und Maus
- 2001: Kolle – Ein Leben für die Liebe
- 2002: Edel & Starck
- 2002: Rosamunde Pilcher – Paradies der Träume
- 2002: Die Wache – Gefährliche Freundschaft
- 2003: Kalle kocht
- 2003: Der kleine Mönch – Arme Reiche
- 2003: Tatort – Im Visier
- 2003: Ein Zwilling ist nicht genug
- 2003: Die Sitte – Das Ende vom Lied
- 2005: Der Elefant – Mord verjährt nie (Fernsehserie, Folge Fluch der bösen Tat)
- 2006: Gwendolyn
- 2006: Mein Leben und ich – Wenn Frauen hassen
- 2009: Alarm für Cobra 11 – Bruderliebe
- 2009: Der Kriminalist – Das Monster
- 2010: Die Trickser
- 2010: Countdown – Wo die Liebe hinfällt
- 2010: SOKO Leipzig – Niedrige Beweggründe
- 2011: Biss zur großen Pause – Das Highschool Vampir Grusical
- 2011: Wer rettet Dina Foxx?
- 2012: SOKO Köln – In tödlicher Beziehung
- 2012: Willkommen im Krieg

## Theater (Auswahl)
Rollen am Hans Otto Theater Potsdam:
- Helena in Ein Sommernachtstraum
- Nora in Nora oder Ein Puppenheim
- Nina in Die Möwe
- Julia in Romeo und Julia
- Prospero in Der Sturm